# Ascorhis
Ascorhis is een geslacht van weekdieren uit de klasse van de Gastropoda (slakken).

## Soorten
- Ascorhis occidua Ponder & Clark, 1988
- Ascorhis victoriae (Tenison-Woods, 1878)